# دو گیونگ دونگ
دو گیونگ دونگ (کره‌ای: 도경동؛ زادهٔ ۱۹ اوت ۱۹۹۹) شمشیرباز اهل کره جنوبی است. او در بازی‌های المپیک تابستانی ۲۰۲۴ در ورزش سابر تیمی مردان برندهٔ مدال طلا شد.